# Predoi
Predoi (en allemand, Prettau) est une commune italienne d'environ 550 habitants située dans la province autonome de Bolzano dans la région du Trentin-Haut-Adige dans le nord-est de l'Italie. Il s’agit de la commune la plus septentrionale de tout le territoire italien.

## Administration
| Période                                  | Période | Identité | Étiquette | Qualité |
| ---------------------------------------- | ------- | -------- | --------- | ------- |
|                                          |         |          |           |         |
| Les données manquantes sont à compléter. |         |          |           |         |

### Communes limitrophes
Les communes limitrophes sont  Brandberg, Campo Tures, Krimml, Prägraten am Großvenediger, Sankt Jakob in Defereggen et Valle Aurina.